# Enchanted (песня)
«Enchanted» (с англ. — «Очарована») — песня американской певицы Тейлор Свифт, написанная ею самостоятельно и спродюсированная совместно с Нейтаном Чапманом для альбома Speak Now. Выход песни состоялся вместе с альбомом 25 октября 2010 года. Романтическая рок-баллада рассказывает о влюблённости после первой встречи.
Композиция была тепло встречена критиками, заняла высокие места в различных чартах, имела коммерческий успех, получила золотую сертификацию в США за продажи в 500 тысяч экземпляров. В 2011 году певица выпустила парфюмерную линию «Wonderstruck», название которой отсылает к строчкам из «Enchanted».

## Выход песни и история её создания
Тейлор Свифт выпустила свой третий студийный альбом Speak Now 25 октября 2010 года, являясь автором и сопродюсером каждой из песен. В интервью Свифт рассказала, что композиция была написана ею в отеле после первой встречи с человеком, с которым она до этого долго общалась по электронной почте. Вместе с физической копией альбома внутри коробки с диском был доступен буклет с текстами песен и «скрытыми сообщениями» в них, так на композиции им стало имя Адам.
После выхода альбома издания начали предполагать, что песня посвящена американскому автору-исполнителю Адаму Янгу, основателю музыкального проекта Owl City. В преддверии Дня святого Валентина, 13 февраля 2011 года, Адам Янг ответил Свифт на официальном сайте своего проекта, загрузив кавер-версию песни «Enchanted» и добавив в неё новые строчки, где обратился к певице: «Я просто хочу, чтобы ты знала: Тейлор, я был так влюблён в тебя».
Первоначально «Enchanted» планировалась Свифт заглавной композицией альбома, но она изменила своё решение после обсуждения названия пластинки с главой Big Machine Records Скоттом Борчеттой.

## Мелодия и текст песни
Эта ночь безупречна, не упусти её.
 Я поражена, танцую в одиночестве.

Я буду вечно гадать, знал ли ты, что я была очарована встречей с тобой? 

Пожалуйста, не влюбляйся в кого-то другого.

Пожалуйста, не надо, чтобы тебя ждал кто-то другой.
Музыкально песня является рок-балладой, она рассказывает о чувствах после первой встречи, которые переросли во влюблённость и переживаниях после неё. Она совмещает в себе струнные, клавишные и ударные музыкальные инструменты, включая различные виды гитар, орган и скрипку-фиддл, характерную для кантри-музыки.
Британская газета The Daily Telegraph описала композицию как «старую школу» кантри-музыки, в то время как Бриттани Маккена из Billboard отметила «Enchanted», как «выходящую за рамки жанра». Роб Шеффилд из Rolling Stone в своей рецензии на Speak Now отметил, что в песне имеется влияние рок-музыки. Критик Мэттью Хортон из BBC отнёс песню к поп-музыке.

## Живые выступления

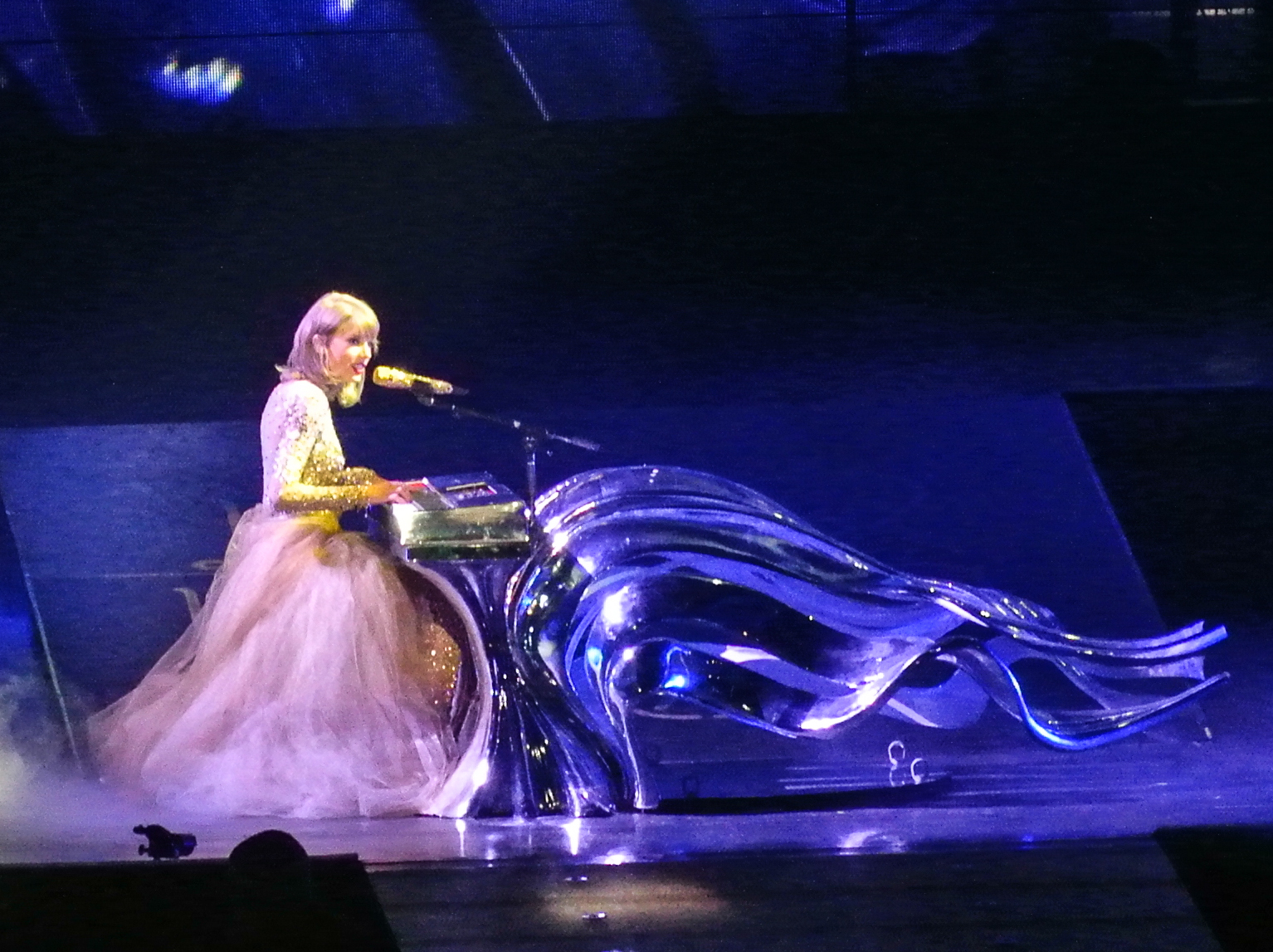
Тейлор Свифт выступает с мэшапом песен «Wildest Dreams» и «Enchanted» во время The 1989 World Tour

Впервые Тейлор Свифт выступила с песней 25 ноября 2010 года в рамках Speak Now Thanksgiving Special для NBC, которое транслировалось в День благодарения. В дальнейшем композиция стала частью её второго мирового тура Speak Now World Tour, где она исполняла «Enchanted» под балет в окутанных дымом сказочных декорациях. Выступление с песней и тур положительно отмечались в рецензиях от публики и изданий. Во время The Red Tour композиция исполнялась два раза в качестве «песни-сюрприза».
Во время The 1989 World Tour песня вновь была включена в постоянный сет-лист в качестве мэшапа с «Wildest Dreams» из её пятого студийного альбома 1989. Исполненная на рояле композиция отмечалась в рецензиях среди лучших моментов шоу. Во время Reputation Stadium Tour песня была исполнена лишь один раз 22 июля 2018 года в Нью-Джерси. Издание Rolling Stone отметило выступление с ней как одно из десяти лучших среди песен-сюрпризов во время тура, описав её как ту, что «никогда не была синглом, но всегда была любимой у поклонников певицы». Во время шестого концертного тура The Eras Tour песня стала единственной из альбома Speak Now, включённой в постоянный сет-лист. Издание Billboard включило выступление с ней в список лучших моментов концерта.

## Рецензии
Уже при выходе песня получила тёплый приём от критиков. Роб Шеффилд из Rolling Stone отметил в ней мастерство Свифт, которое она скрывает под невинным голосом для того, чтобы выдать впечатляющие реплики. В 2022 году он также поставит композицию на 16 место в списке лучших в карьере певицы. В 2014 году журнал Billboard разместил «Enchanted» на четвёртом месте в списке самых недооценённых песен Тейлор Свифт, такой же её назвала и Ханна Милреа из NME в 2020 году, разместив её на двадцать первом месте в списке лучших песен певицы. В своей рецензии на альбом Speak Now издание The Guardian отдельно отметило песню за талант Свифт «передавать эмоции с поразительной точностью, вплоть до страха, подкрадывающегося в конце песни». Издание Vulture похвалило песню, назвав её «блестящей», но отметило, что она не должна была длиться 6 минут.

## Сотрудничество с Elizabeth Arden, Inc
В октябре 2010 года Тейлор Свифт подписала контракт с косметическим брендом Elizabeth Arden, Inc.. Совместно с компанией певица выпустила свою первую линию парфюмерии и средств по уходу за кожей «Wonderstruck», название которой отсылает к строчкам из её песни «Enchanted». Впервые парфюм «Wonderstruck» был представлен 14 октября 2011 года. После успеха «Wonderstruck», в июле 2012 года Тейлор Свифт объявила о выходе второго парфюма «Wonderstruck Enchanted». Вместе с парфюмерией было выпущено несколько рекламных роликов и интервью, в которых играла композиция «Enchanted». В рамках рекламной кампании бренда Свифт также устроила приуроченную к выходу парфюма встречу с фанатами и посетила Шоу Эллен Дедженерес.

## Коммерческий успех
После выхода альбома Speak Now песня вошла в песенный чарт Billboard Hot 100, где заняла 75 строчку, а также в чарт по цифровым продажам Digital Song Sales, заняв в нём 44 позицию. В канадском чарте Billboard песня заняла 95 место. В 2014 году, после обновления сертификаций RIAA у Свифт, композиция получила золотую сертификацию в США за продажи в 500 000 экземпляров.
Спустя больше 10 лет, осенью 2021 года песня начала набирать популярность в Интернете из-за множества роликов в TikTok, что повлекло за собой значительный рост прослушиваний на стриминговых сервисах и продаж песни. Таким образом она впервые дебютировала в глобальном чарте Spotify и вошла в топ-10 американского отделения сервиса. «Enchanted» также вошла в мировой чарт Billboard, где заняла 55 строчку, заняла 47 место в Canadian Hot 100, а также впервые вошла в национальные чарты Австралии, Великобритании, Малайзии и Сингапура. В декабре 2021 года австралийская ассоциация звукозаписывающей индустрии присвоила песне золотую сертификацию за 35 000 проданных копий.

## Чарты
| Чарт (2010)                                | Высшая позиция |
| ------------------------------------------ | -------------- |
| Канада (Canadian Hot 100)                  | 95             |
| США (Billboard Hot 100)                    | 75             |
| США (Billboard Country Digital Song Sales) | 11             |

| Чарт (2021)                             | Высшая позиция |
| --------------------------------------- | -------------- |
| Австралия (ARIA)                        | 50             |
| Канада (Billboard Canadian Hot 100)     | 47             |
| Мир (Billboard Global 200)              | 55             |
| Малайзия (RIM)                          | 11             |
| Сингапур (RIAS)                         | 14             |
| Великобритания (OCC UK Audio Streaming) | 74             |
| США (Billboard Hot 100 Recurrents)      | 4              |
| США (Billboard Digital Song Sales)      | 37             |
| США (Billboard Streaming Songs)         | 32             |
| США (Billboard Country Streaming Songs) | 9              |

## Сертификации
| Регион                                                                      | Сертификация | Продажи |
| --------------------------------------------------------------------------- | ------------ | ------- |
| Австралия (ARIA)                                                            | Золотой      | 35 000  |
| Великобритания (BPI)                                                        | Серебряный   | 200 000 |
| США (RIAA)                                                                  | Золотой      | 500 000 |
| Данные о продажах + прослушиваниях приведены только на основе сертификации. |              |         |